# デイヴィッド・L・ミルズ
デイヴィッド・レノックス・ミルズ（David Lennox Mills、1938年6月3日 - 2024年1月17日）は、アメリカ合衆国の計算機工学者であり、デラウェア大学名誉教授である。インターネットの先駆者の一人である。
ネットワーク上の全てのコンピュータを協定世界時(UTC)と同期させるプロトコルであるNetwork Time Protocol(NTP)の開発者であり、インターネットの「ファーザー・タイム」と呼ばれている。

## 若年期と教育
ミルズはカリフォルニア州オークランドで1938年6月3日に生まれた。父アルフレッドはエンジニア、母アデル（旧姓ドウアティ）はピアニストだった。生まれつき緑内障を患っていたが、幼少期に手術を受けて左目の視力を部分的に回復した。ミルズはカリフォルニア州サンマテオの視覚障害者のための学校に通った。
1971年にミシガン大学で計算機・通信科学の分野でPhDを取得した.。大学在学中、高等研究計画局(ARPA)が後援するConversational Use of Computers (CONCOMP) プロジェクトに関わり、DEC PDP-8ベースのハードウェアとソフトウェアを開発し、電話回線を経由して端末からIBM 360メインフレームに接続できるようにした。

## キャリア
1977年、ミルズはCOMSAT社で働き始めた。そこで、ARPANETに接続されたコンピュータの時刻の同期に取り組み、1981年にNetwork Time Protocol(NTP)を開発した。NTPは、ネットワークに参加する全てのコンピュータを協定世界時(UTC)の数ミリ秒以内に同期させることを目的としている。ミルズは2022年の『ザ・ニューヨーカー』誌のインタビューで、時刻同期に誰も取り組んでいなかったので、自分だけの小さな領地を与えられたようなもので、楽しんで研究していたと語った。2000年代半ば、ミルズはNTPリファレンス実装の全権をハーラン・ステン(Harlan Stenn)に譲った。
ミルズは、後にインターネットの一部となった規格やソフトウェアの開発に貢献した。Gateway Algorithms and Data Structures(GADS)を主導し、その後身であるInternet Engineering Task Force(IETF)の初代議長を務めた。1985年に、56 kbit/sのNSFネットに使用されたDEC LSI-11ベースのfuzzballルータを開発し、BSDのPingの開発者に影響を与えた。ミルズは、2つのインターネット標準を含む28件のRFCを執筆した。
1999年にAssociation for Computing Machinery(ACM)のフェローに、2002年にIEEEのフェローに選出された。2008年に全米技術アカデミーのメンバーに選ばれた。2013年にIEEEインターネット賞を受賞した。
1986年にデラウェア大学の教授に就任し、2008年に退官した後は同大学の名誉教授となった。その後も同大学の非常勤講師として教鞭をとった。

## 私生活
ミルズは1965年にビバリー・チズマディア(Beverly Csizmadia)と結婚した。
ミルズはアマチュア無線家であり、コールサインはW3HCFだった。このHCFがホルト・アンド・キャッチ・ファイアの略称と同じであることをよくネタにしていた。
ミルズの視力は2012年頃から悪化し始め、2022年までには完全に失明した。2024年1月17日にデラウェア州ニューアークで死去した。85歳だった。妻のビバリーも同年9月30日に死去した。